# Собор святих Петра і Павла (Козова)
Храм святих апостолів Петра і Павла — храм на честь святих апостолів Петра і Павла Козівського деканату Тернопільсько-Зборівської архієпархії УГКЦ у смт Козова.

## Історія храму
Стараннями світлої пам'яті декана Козівського деканату митрофорного протоієрея Дмитра Долішняка, який був парохом козівської громади УГКЦ у 1990—2004 роках, на місці колишнього костелу було розпочато будівництво собору. Під час підготовки місця під спорудження нового храму було знайдено залишки фундаменту давнього дерев'яного костелу, що існував тут ще до мурованого католицького костелу.

## Будівництво храму
Після падіння комуністичного режиму людям відкрилася дорога до храмів. Єдина у Козовій греко-католицька церква Успення Пресвятої Богородиці стала замалою для великої громади вірних. Спорудження у центрі міста величного собору було задумано для проведення святочних богослужінь і різноманітних заходів духовного змісту усього деканату.
5 березня 1995 року владикою Михаїлом Колтуном було освячено місце під будівництво собору. Спочатку він був задуманий як собор св. Юра, та для місцевих жителів день верховних апостолів Петра і Павла здавна був великим відпустовим празником, коли до міста з'їжджалися священики і вірні з усіх сіл району. Тому, за погодженням із владикою Тернопільсько-Зборівської архієпархії Василієм Семенюком, було вирішено віддати храм під покровительство цих святих і освятити його в день їх вшановання за церковним календарем.
Першим виконробом будівництва собору був Андрій Завадський (до 2005 року), в подальшому цим процесом керував Омелян Васенко. Бухгалтерію будівництва вела Марія Мартиновська.
На жаль, ініціатор та будівничий собору отець-декан Дмитро Долішняк у 2004 році передчасно пішов із життя. Козівським парохом і деканом Козівського деканату був призначений віце-декан отець Євген Бойко, який опікувався завершенням робіт у храмі.

## Освячення храму і створення парафіяльної громади
У 2007 році в день верховних апостолів Петра і Павла відбулося урочисте освячення храму владикою Тернопільсько-Зборівської архієпархіїВасилієм Семенюком у співслужінні з єпископом римо-католицької церкви, уродженцем Козової Маркіяном Трофім'яком, який пожертвував для собору золоту чашу. Святу Літургію служили отець-декан Козівського деканату Євген Бойко та 22 священики УГКЦ.
З того часу щонеділі в соборі служиться Свята Літургія. А отець-декан Євген Бойко був призначений першим парохом новозбудованого храму. З отриманням Грамоти на служіння в соборі храм почав функціонувати як самостійна парафіяльна спільнота, всередині якої відбулося створення церковного братства і сестринства. Старшим братом був обраний Микола Вацлавський, старшою сестрицею — Ольга Дроняк. Першими паламарями собору були Петро Воловник та виконроб будівництва Омелян Васенко. Обов'язки дяка і керівника хору спочатку виконувала Світлана Твердушко. Згодом дякувати у соборі почав Тарас Пойда, а керівником церковного хору стала Наталя Смоляк. Основу хору складала частина тих, хто співав у церкві Успення Пресвятої Богородиці, згодом до них долучилися інші учасники.
З початком розбудови храму були створені молодіжні спільноти Марійська дружина і Вівтарне братство.
У 2008 році в храмі вперше відбулося свято Першого урочистого Причастя, до якого доступили усі козівські діти греко-католицької громади.
У 2009 році була створена спільнота «Матері в молитві», яку очолила Леся Шимонович.
Восени 2012 року створено Братство Неустанної Помочі.

## Дзвіниця
3 листопада 2013 року відбулося урочисте  освячення місця для дзвіниці священиками о. Є.Бойком та о. В. Наконечним. 18 лютого парох о. Євген Бойко з членом церковного братства Володимиром Мельником привезли дзвони з Польщі до Козової. 
На чотирьох дзвонах вагою 300 кг, 200 кг, 100 кг та 40 кг  вже викарбувані  такі імена та написи:
1. Дзвін Верховних апостолів Петра і Павла, покровителів собору.
Буду Тебе величати, о Господи, бо Ти з глибин мене витяг і не потішив моїх ворогів ради Мене! Пс. 30. 1.
На пожертви парафіян Козової для собору Верховних апостолів Петра і Павла за сприяння амбасадора посольства України в Польщі Маркіяна Мальського під опікою першого пароха храму о. Євгена Бойка
2. Дзвін св. мученика Йосафата Кунцевича, «апостола віри і єднання»
Хай всі будуть одно!
Парафія свв. Верх. апп. Петра і Павла Козова
3. Дзвін св. Димитрія  в пам'ять о.- м. Дмитра Долішняка, ініціатора і зачинателя будівництва собору
 Парафія свв. Верх. апп. Петра і Павла Козова
4. Дзвін св. Юрія, в ім'я якого було освячено місце під будівництво собору
Парафія свв. Верх. Апп. Петра і Павла Козова
13 березня 2014 року розпочато будівництво дзвіниці.
13 вересня 2015 року відбулося освячення парафіяльного приборства, на території  якого тривалий час велися відновлювальні  роботи. Приборство освячували отець-декан Роман Рокецький, отець-парох Євген Бойко і отець-сотрудник Володимир Наконечний.

## Священики храму
- о. Євген Бойко
- о. Володимир Наконечний